# Époisses
Époisses este o comună în departamentul Côte-d'Or, Franța. În 2009 avea o populație de 794 de locuitori. Și a dat numele brânzei Époisses.

## Evoluția populației
| An        | 1975 | 1982 | 1990 | 1999 | 2006 | 2009 |
| --------- | ---- | ---- | ---- | ---- | ---- | ---- |
| Populație | 702  | 820  | 794  | 721  | 785  | 794  |